# Oberfrank Pál
Oberfrank Pál (Budapest, 1964. május 3. –) Kossuth- és Jászai Mari-díjas magyar színművész, színházigazgató, érdemes művész.

## Életpályája
Oberfrank Ferenc és Weeber Kamilla gyermekeként született. A budapesti Piarista Gimnáziumba járt középiskolába, s az iskolai diákszínjátszókör előadásain rendszeresen szerepelt. A Külkereskedelmi Főiskola áruforgalmi szakát végezte el 1986-ban. 1987–1991 között járt a Színház- és Filmművészeti Főiskolára. A Nemzeti Színház stúdiósa volt egy évig. 1991-ben diplomázott, s közvetlenül utána a Vígszínházhoz szerződött, melynek 2008-ig volt a tagja. 2008-tól szabadfoglalkozású színészként dolgozott. 2010. január 28-án a Veszprém Megyei Közgyűlés megválasztotta a Veszprémi Petőfi Színház igazgatói posztjára.
2012-ben Nagykovácsi önkormányzata a község díszpolgárának választotta.
Oberfrank Pál családjának nem egyetlen művész tagja. Nagybátyja, Oberfrank Géza karmester, korábban a Szegedi Nemzeti Színház és a Magyar Állami Operaház főzeneigazgatójaként is dolgozott. Testvérei Oberfrank Ferenc kutatóorvos, diplomata, bioetikus, Oberfrank Gyula és Oberfrank Péter karmester, zongoraművész.

## Színpadi szerepek
- Szakonyi Károly: Adáshiba....Emberfi, Bódogék albérlője
- Vészi Endre: Le az öregekkel!....
- Horváth Péter: A padlás....Rádiós
- Molnár Ferenc: Egy, kettő, három....Ciring
- Ben Jonson: Volpone....Androgyno
- Bertolt Brecht: Koldusopera....Jimmi II.
- Zágon-Somogyi: Fekete Péter....Bonetti báró
- Gombrowicz: Esküvő....
- William Shakespeare: Harmadik Richárd....Dorset márki
- Szomory Dezső: Hermelin....Pálfi Tibor
- Schnitzler: A Bernhardi-ügy....Dr. Oskar Bernhardi
- Molnár Ferenc: Játék a kastélyban....Ádám
- Csehov: Ványa bácsi....Asztrov Mihail Lvovics
- Frenkó Zsolt: Jobb, mint otthon....Rudi
- William Shakespeare: Ahogy tetszik....Oliver; Amiens
- Carlo Goldoni: Két úr szolgája....Pincér
- Eliot: Gyilkosság a katedrálison....Negyedik lovag; Harmadik kísértő
- Akutagava Rjúnoszuke: A vihar kapujában....Pap
- Frenkó Zsolt: Súgni tudni kell...!....Bárdos Róbert
- Bernstein: West Side Story....Toni; Chino
- William Shakespeare: Rómeó és Júlia....Tybalt
- Rigby: A domb....Bartlet
- Witkiewicz-Gombrowicz-Schultz: Leckék és 40 Mandelbaum (Hommage à Tadeusz Kantor)....WC-n ülő
- Békeffi István: A régi nyár....Miklós
- Allen: Kleinman és a halál....Frank
- Arthur Miller: Közjáték Vichyben....Hoffmann professzor
- Ödön von Horváth: Mesél a bécsi erdő....Havlitsek
- Hrabal: Táncórák idősebbeknek....
- Békés Pál: Össztánc....
- Rostand: Cyrano....Valvert Vicomte
- Shaw: Szent Johanna....D'Estivet
- William Shakespeare: Macbeth....Lennok
- Kipling: A dzsungel könyve....Buldeo
- Bakonyi-Gábor: Mágnás Miska....Récsey Mixi gróf
- Hašek: Az út, avagy Svejk a derék katona további kalandjai....
- Anouilh: Colombe....Julien
- Marivaux: Véletlen és szerelem játéka....Dorante
- Korognai Károly: Szabadon foglak....David
- Drzic: Dundo Maroje....Hugo
- Kern András: Szent István krt. 14....
- William Shakespeare: A vihar....Antonio
- William Shakespeare: Sok hűhó semmiért....Don John
- Williams: Macska a forró tetőn....Gooper
- Chapman-Cheese-Idle: Gyalog galopp....Lancelot; Polgár 3
- Marimée-Meilhac-Halévy: Carmen....Don José
- Madách Imre: Az ember tragédiája....Ádám
- Molière: Képzelt beteg....Szippants
- Dosztojevszkij: Bűn és bűnhődés....Zamjotov
- Brecht: A szecsuáni jólélek....Első isten
- William Shakespeare: Lear király....Burgund fejedelem
- McDonagh: Alhangya....Otyu
- William Shakespeare: Antonius és Kleopátra....Alexas; Menecrates; Maecenas; Canidius; Thidias; Katona; Őr
- Grimm: Hamupipőke....Pitvarmester
- Ovidius: Istenek gyermekei....
- Alechem: Marienbad....Marjamcsik
- Dumas: A három testőr....Buckingham herceg; Athos
- Barrie: Pán Péter....Mr. Darling
- Holberg: Ravaszy és Szerencsés....Ravaszy
- William Shakespeare: Minden jó, ha vége jó....III. Nemes
- Achard: Dominó....Jacques Durand
- Tamási Áron: Énekes madár....Bakk Lukács
- Shaw: Tanner John házassága (A Don Juan-kód)....Roebuck Ramsden
- Molière: Tudós nők....Ariste
- Austen: Büszkeség és balítélet....Fitzwilliam Darcy
- Nógrádi-Koltai: Sose halunk meg....Simula; Pap
- William Shakespeare: Szenivánéji álom....Tompor
- Maróti Lajos: A számkivetett....Dante
- Jane Austen: Értelem és érzelem....Edward Ferrars
- Carlo Goldoni: Chioggiai csetepaté....Isidoro

### Önálló estek
- Párizs nem ereszt el
- Csak egy éjszakára!
- Valljalak, tagadjalak...
- Fiatalon jöttem erre az öreg világra
- Táncórák idősebbeknek és haladóknak
- Ravaszy és Szerencsés
- Énekes madár
- Szamarakkal a paradicsomba

## Filmjei
| - Melodráma (1991) - A tékozló apa (1992) - Vírusbosszú (2000) - Sacra Corona (2001) - Kémjátszma (2001) - A ház (2003) - A múzsa csókja (2003) - Sorstalanság (2005) - Palika leviszi a szemetet (2005) - Kútfejek (2006) - Mansfeld (2006) - Álom.net (2009) | - Édes Anna (1990) - Edith és Marlene (1992) - Egy diáktüzér naplója (1992) - Privát kopó (1993) - Szomszédok (1995) - Istennél a kegyelem - Lesz még nekünk szebb életünk - Barátok közt (1998–1999, 2001) - Kaffka Margit és Bauer Henrik (2003) - Tea (2003) - Született lúzer (2007) - Tűzvonalban (2010) - A szellem filozófusa (2010) - Diplomatavadász (2010) - Égi madár (2011) - Cseppben az élet (2019) |

## Szinkronszerepei
- A néma szemtanú: Detectívfelügyelő - John McGlynn
- A pokolból: Netley - Jason Flemyng
- A szavak titkos élete: Sulitzer doktor - Steven Mackintosh
- A végső megoldás: Szerelem: Arthur - Mark Strong
- Bűbájos boszorkák: Coop - Victor Webster
- Bűvölet: Jean - François Montagut
- Dave világa: Sheldon Baylor - Meshach Taylor
- Elektra: McCabe - Colin Cunningham
- Esküdt ellenségek: Különleges ügyosztály: Elliot Stabler nyomozó - Christopher Meloni
- Hóból is megárt a sok: Chad Symmonz - John Schneider
- Star Trek: Az új nemzedék: William T. Riker – Jonathan Frakes
- Másfélmillió lépés Magyarországon – 32 év múlva (narrátor)
- Fullmetal Alchemist: Maes Hughes
- Őrjárat a kozmoszban – Az Orion űrhajó fantasztikus kalandjai (új szinkron): Mario Monti – Wolfgang Völz

## Díjai, elismerései
- Őze Lajos-díj (2011)
- Nagykovácsi díszpolgára (2012)
- Jászai Mari-díj (2013)[4]
- Papp Árpád Búvópatak-díj (2014)[5]
- Érdemes művész (2019)[6]
- Gizella-díj (2021)[7]
- Kossuth-díj (2023)[8]